# 유강렬
유강렬(劉康烈, 1920 ~ 1976)은 대한민국의 공예가, 염색사, 판화가이다.

## 생애
함경남도 북청(北靑) 출신이다. 1942년 일본 도쿄 사이토공예연구소(薺藤工藝硏究所)에 입소하고, 동 44년 니혼미술학교(日本美術學校) 공예도안과를 졸업했다.
해방 후 1951년 경상남도 공예기술원양성소 강사를 지냈으며, 1952년의 제2회 국전 및 54년의 제3회 국전에 문교부장관상·국무총리상을 각각 수상했다. 1953년 서울특별시 문화위원, 동 55년 이화대학교 강사, 56년 서울대학교 공과대학 강사를 역임했다. 1955년 국전 추천작가 60년 이래 국전 심사위원을 지냈다.
1957년에는 미국 신시내티 제5회 국제판화전에 입선, 58년 뉴욕 한국현대미술전에 출품했다. 1958년 미국 록펠러재단의 초청으로 미국으로 건너가, 뉴욕대학 및 프레트 콘템포레 그래픽 아트 센터에서 수학했다. 1959년 미국 현대판화 100인 선발 초대전에 출품하였고, 동년 캘리포니아 국제판화전과 워싱턴 국제판화전에도 출품하였다.
1960년 홍익대학교 부교수, 동 공예과장을 거쳐 65년 공예학부장이 되었다. 1963년 상파울로 비엔날레전에 한국대표로 출품, 68년 현대판화가협회의 창립동인으로 활약했다.

## 작품 및 평가
공예가로서보다는 판화가로 더 많이 알려졌으며 우아한 현대적인 감각의 여러 작품을 창작하였다. 주요 작품으로 〈바다와 나비(염색)〉, 〈가을(염색)〉이 있다.